# Paularo
Paularo là một đô thị ở tỉnh Udine trong vùng Friuli-Venezia Giulia thuộc Ý, có cự ly khoảng 110 km về phía tây bắc của Trieste và khoảng 50 km về phia bắc của Udine, on the border with Austria. Tại thời điểm ngày 31 tháng 12 năm 2004, đô thị này có dân số 2.897 người và diện tích là 84,3 km².
Đô thị Paularo có các frazioni (đơn vị cấp dưới, chủ yếu là các làng) Casaso, Dierico, Misincinis, Salino, Ravinis, Chiaulis, Castoia, Villamezzo, Villafuori, Rio, Cogliat, Lambrugno, Tavella, và Trelli.
Paularo giáp các đô thị: Arta Terme, Dellach im Gailtal (Austria), Hermagor-Pressegger See (Austria), Kirchbach (Austria), Kötschach-Mauthen (Austria), Ligosullo, Moggio Udinese, Paluzza, Treppo Carnico.